# 나카 리이사
나카 리이사(일본어: 仲 里依紗, 1989년 10월 18일 ~ )는 일본의 배우, 패션 모델이다. 본명, 나카오 리이사(中尾 里依紗).
나가사키현 출신. 아뮤즈 소속. 히노데 고등학교 졸업. 남편은 나카오 아키요시.

## 내력
소녀 만화 잡지 《챠오》(쇼가쿠칸)에서 연재되고 있던 이마이 야스에의 만화 《신데렐라 컬렉션》의 주인공과 닮은 여자를 찾는 〈니나를 찾아라!! 모델 오디션!!〉이라는 오디션에, 상품인 텔레비전이 갖고 싶었던 여동생이, 본인의 사진을 마음대로 보냈다. 특별상을 수상해, 이것을 계기로 연예계에 들어선다.
2013년 3월 21일에 나카오 아키요시와의 약혼 및 임신 중(3개월)인 것을 발표, 4월 18일에 혼인 신고를 했다. 10월 4일, 사내 아이를 출산.

## 인물
스웨덴인 할아버지를 둔 혼혈. 〈리이사〉라는 이름은, 모나리자 그림을 좋아했던 할아버지가 지었다.
특기는 일본 무용과 수영, 피아노. 호러 영화와 외국 음악을 좋아하고, 일본 음악 중에서는 하마사키 아유미와 RIZE의 팬. 최근에는 Perfume의 음악도 자주 듣는다. 좋아하는 음식은 간회.
애완 동물은 치와와, 날다람쥐, 복어, 우파루파를 기르고 있고, 뱀, 개구리를 싫어한다.
TBS 《비밀의 아라시 짱!》의 게스트로 출연했을 때에는 〈연예계 입문 이후 열의 아홉은 니노미야 씨와 닮았다고 하네요〉라고 말해, 아라시의 멤버들에게도 닮았다는 말을 들었다.

## 수상
2008년 (《카페 이소베》)
- 제30회 요코하마 영화제 최우수 신인상
- 제63회 마이니치 영화 콩쿠르 스포니치 그랑프리 신인상

2010년 (《시간을 달리는 소녀》 《제브라맨 -제브라시티의 역습-》)
- 제34회 일본 아카데미상 신인 배우상
- 제23회 닛칸 스포츠 영화 대상 최우수 신인상
- 제20회 도쿄 스포츠 영화 대상 최우수 주연 여우상
- 제25회 타카사키 영화제 최우수 주연 여우상

## 출연

### 영화
- 아일랜드 타임즈 (2006년) - 주연·오쿠무라 유키 역
- 시부야 구 마루야마 정 (2007년, 덱스 엔터테인먼트) - 이토이 유미 역
- 쇼트 무비 〈스크린 속의 긴자~WOMAN~〉 (2007년) - 주연
- 치 짱은 머나먼 저편에 (2008년, 시너지) - 주연·우타지마 치구사(치 짱) 역
- 가치☆보이 (2008년, 토호) - 이가라시 아카네 역
- 카페 이소베 (2008년, 무비 아이 엔터테인먼트) - 주연·이소베 사키코 역
- 쇼트 무비 pieces of love 〈It's so quiet.〉 (2008년) - 주연
- 하프웨이 (2009년, 시네콰논) - 메구로 메구미(메메) 역
- 일본 소녀들이 원하는 것 〈죽지 못하는 여자〉 (2009년, 뉴 시네마 워크숍/구아파 구아포) - 주연·료코 역
- 판도라의 상자 (2009년)
- 시간을 달리는 소녀 (2010년, 스타일 잼) - 주연·요시야마 아카리 역
- 제브라맨 -제브라시티의 역습- (2010년, 토에이) - 제브라퀸/아이하라 유이 역
- 모테키 (2011년, 토호) - 아이 역
- 미츠코, 출산하다 (2011년, 쇼게이트) - 주연·미츠코 역
- BRAVE HEARTS 우미자루 (2012년, 토호) - 야베 미카 역
- 두더지의 노래 잠입탐정 REIJI (2014년, 토호) - 와카키 쥰나 역
  - 두더지의 노래 홍콩 광소곡 (2016년)

### 드라마
- 마이☆보스 마이☆히어로 (2006년 7월 8일 ~ 9월 18일, 닛폰 TV) - 치바 아카네 역
- 배우의 혼! (2006년 10월 17일 ~ 12월 26일, 후지 TV)
- 브로콜리 (2007년 1월 20일, 후지 TV) - 신도 카즈미 역
- 울트라맨 메비우스 제40화 (2007년 1월 20일, 츄부 닛폰 방송) - 나오코 역
- 농담이 아니야! (2007년 4월 15일 ~ 6월 24일, TBS) - 히로세 카렌 역
- 섹시 보이스 앤 로보 Voice 5 (2007년 5월 8일, 닛폰 TV) - 에리 역
- 스가타 산시로 (2007년 12월 6일, TV 도쿄)
- 가난 남자 본비맨 (2008년 1월 15일 ~ 3월 11일, 닛폰 TV) - 스미레 역
- 와일드 라이프 국경 없는 수의사단 R.E.D. (2008년 3월 24일, NHK) - 료 미카 역
- 하치원 다이버 (2008년 5월 3일 ~ 7월 19일, 후지 TV) - 나카시즈 소요/미루쿠 역
- 학교는 가르칠 수 없다! (2008년 7월 15일 ~ 9월 16일, 닛폰 TV) - 요코야마 에이리 역
- the 파도타기 레스토랑 (2008년 11월 1일 ~ 9일, 닛폰 TV) - 아이자와 노리코 역
- 신의 물방울 (2009년 1월 13일 ~ 3월 10일, 닛폰 TV) - 시노하라 미야비 역
- 이케멘 신 소바 가게 탐정~괜찮아!~ 제7화 (2009년 8월 15일, 닛폰 TV) - 고노 마츠리 역
- 임협 헬퍼 (2009년 7월 9일 ~ 9월 17일, 후지 TV) - 미소라 하루나 역
- 토요 프리미엄 〈신·먹보 Part3〉 (2009년 11월 14일, 후지 TV)
- 건달군과 안경양 (2010년 4월 23일 ~ 6월 25일, TBS) - 아다치 하나 역
- 일본인이 모르는 일본어 (2010년 7월 15일 ~ 9월 30일, 요미우리 TV) - 주연·카노 하루코 역
- NHK 스페셜 〈안녕, 아르마〉 (2010년 12월 18일, NHK) - 타카하시 후미코 역
- 행복해지자 (2011년 4월 18일 ~ 6월 27일, 후지 TV) - 사쿠라기 마리카 역
- 영 블랙 잭 (2011년 4월 23일, 닛폰 TV) - 야사카 유나 역
- 럭키 세븐 (2012년 1월 16일 ~ 3월 19일, 후지 TV) - 미즈노 아스카 역
  - 럭키 세븐 스페셜 (2013년 1월 3일)
- 츠루카메 조산원~남쪽 섬으로부터~ (2012년 8월 28일 ~ 10월 16일, NHK) - 주연·오노데라 마리아 역
- 레지던트~5명의 연수의 (2012년 10월 18일 ~ 12월 20일, TBS) - 주연·미야마 시즈쿠 역
- 극악 간보 (2014년 4월 14일 ~ 6월 23일, 후지 TV) - 마야카시 키리코 역
- 어젯밤의 카레, 내일의 빵 (2014년 10월 5일 ~ 11월 16일, NHK BS 프리미엄) - 주연·테라야마 테츠코 역
- 오늘은 회사 쉬겠습니다. (2014년 10월 15일 ~ 12월 17일, 닛폰 TV) - 오오카와 히토미 역
- 테미스의 구형 (2015년 5월 10일 ~ 31일, WOWOW) - 주연·히라카와 역
- 일천조 엔의 몸값 (2015년 10월 17일, 후지 TV) - 이마무라 준코 역
- 신춘 스페셜 드라마 〈후지 패밀리〉 (2016년 1월 2일, NHK) - 히구치 아이코 역
- 도망치는 여자 (2016년 1월 9일 ~ 2월 13일, NHK) - 미오 역
- 최고의 모녀 (2016년 1월 10일, TBS) - 주연·사유미 역
- 콜드 케이스~진실의 문~ 제2화 (2016년 10월 29일, WOWOW)
- 옥문도 (2016년 11월 19일, NHK BS 프리미엄)

### 극장 애니메이션
- 시간을 달리는 소녀 (2006년, 카도카와 헤럴드 영화) - 주연·콘노 마코토 역
- 썸머 워즈 (2009년, 워너 브라더스 영화) - 진노우치 유미 역

### 무대
- 두 사람 (2004년 8월 1일 ~ 11일, 스페이스 제로/8월 19일 ~ 21일, 리사이틀 홀)
- KANSAI SUPER SHOW 〈7인의 사무라이〉 (2010년 10월 20일 ~ 21일, 아리아케 콜로세움)
- 도쿠로 성의 7인 (2011년 8월 7일 ~ 24일, 우메다 예술 극장/9월 5일 ~ 10월 10일, 아오야마 극장)

### 음악 프로그램
- The Covers (2016년 4월 4일 ~ , NHK BS 프리미엄) - MC

### PV
- 캡틴 스트라이덤 〈사이보그〉
- See-Saw 〈너는 나를 닮았어〉
- 이키모노가카리 〈노스탤지어〉
- ghostnote 〈나 너 빌리버〉
- 쿠와타 케이스케 〈사실은 무서운 사랑과 로맨스〉